# Риловиці
Риловиці (пол. Ryłowice) — село в Польщі, у гміні Самбожець Сандомирського повіту Свентокшиського воєводства.
Населення — 138 осіб (2011).
У 1975-1998 роках село належало до Тарнобжезького воєводства.

## Демографія
Демографічна структура на день 31 березня 2011 року:
|          | Загалом | Допрацездатний вік | Працездатний вік | Постпрацездатний вік |
| -------- | ------- | ------------------ | ---------------- | -------------------- |
| Чоловіки | 66      | 15                 | 45               | 6                    |
| Жінки    | 72      | 17                 | 40               | 15                   |
| Разом    | 138     | 32                 | 85               | 21                   |